# 4139 Ulʹyanin
4139 Ulʹyanin este un asteroid din centura principală, descoperit pe 2 noiembrie 1975 de Tamara Smirnova.